# Confederación Campesina Mexicana
La Confederación Campesina Mexicana fue una organización agraria fundada el 31 de mayo de 1933 en San Luis Potosí, a partir de una convención de las ligas de las comunidades agrarias de los estados de Tamaulipas, Michoacán, San Luis Potosí y Chihuahua, a las que se unirían poco después otras agrupaciones. La creación de la entidad, impulsada por Graciano Sánchez y Emilio Portes Gil entre otros, tuvo como objetivo apoyar la candidatura de Lázaro Cárdenas a la presidencia de la república. Una vez logrado este objetivo, el compromiso de Cárdenas y los líderes agraristas con la mejora en las condiciones de vida de los campesinos permitieron llevar adelante la distribución de tierras y el fortalecimiento del sistema de ejidos. De carácter fuertemente político y con la determinación de retomar la ideología y acciones de la Revolución Mexicana, la primera conducción de la entidad estuvo formada por Graciano Sánchez y Emilio Portes Gil, ambos impulsores de la entidad, a quienes acompañaron Vicente Salgado, Marte R. Gómez, León García, Enrique Flores Magón y Trinidad García . La Confederación Campesina Mexicana fue el antecedente inmediato de la Confederación Nacional Campesina.

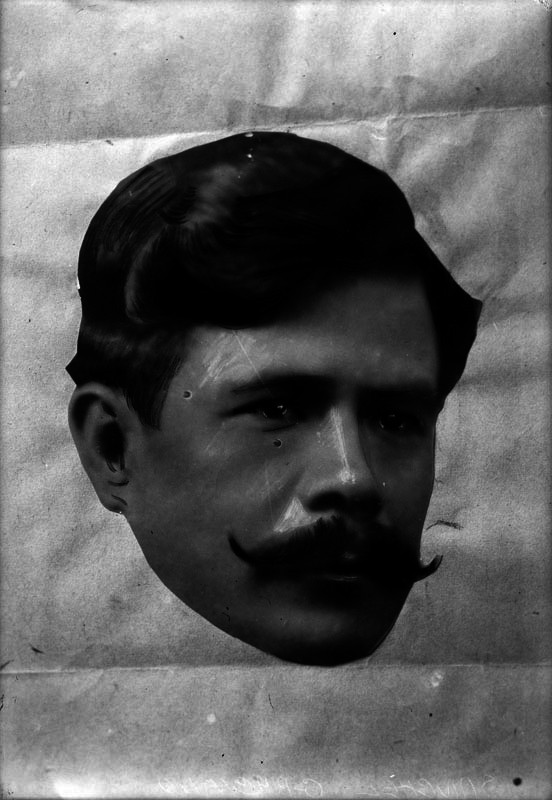
Retrato de Graciano Sánchez, líder agrarista y principal impulsor de la Confederación Campesina Mexicana Ca. 1918

## Razones y objetivos
La repartición de tierras fue uno de los temas que se incorporaron a la Constitución Política de los Estados Unidos Mexicanos de 1917. El artículo 27 estableció que las “tierras y aguas comprendidas dentro del territorio nacional, corresponde a la nación” de tal manera, el gobierno podía distribuir los latifundios, y fomentar el desarrollo de la pequeña propiedad, la creación de nuevos centro ejidatarios, por lo que las comunidades indígenas y campesinas ejercerán su derecho de propiedad sobre sus tierras.
A pesar de diferentes propuestas entre los años de 1915 y 1934, sólo se repartieron alrededor de 11 millones de hectáreas. Sin embargo, la situación cambió cuando Lázaro Cárdenas asumió la presidencia en 1934. Llevando entre los años de 1936-1938 a distribuir 18 millones de hectáreas, por lo que las demandas campesinas disminuyeron al restituir sus tierras.
El siguiente paso era conglomerar a los líderes campesinos para escuchar sus propuestas y proyectos para el desarrollo de sus comunidades. El 9 de julio de 1935, Cárdenas expidió un decreto para que el PNR organizara una liga de comunidades agrarias en cada estado, para después elaborar una central campesina a nivel nacional. Para lograr este fin, el PNR integró el Comité Organizador de la Unificación Campesina, bajo la dirección de Emilio Portes Gil.